# Wiltz (Fluss)
Die Wiltz (luxemburgisch Wolz), in Belgien auch Ruisseau de Bastogne genannt, ist ein belgisch-luxemburgischer, etwa 45 Kilometer langer, nordwestlicher und linker Nebenfluss der Sauer.

## Name
Die Wiltz wurde 790 („Viltis“) zum ersten Mal schriftlich erwähnt. Vermutlich leitet sich der Name vom germanischen Wort *welt-a- für „wälzen“ ab.

## Geographie

### Verlauf
Die Wiltz entspringt in der Nähe von Bastogne in Belgien und erreicht nach etwa zehn Kilometern die Grenze Luxemburgs. Nach rund 45 km mündet sie beim Burscheider Ortsteil Goebelsmühle in die Sauer.

### Zuflüsse
Die Wiltz hat mehrere Zuflüsse. Längster Nebenfluss ist die Klerf, welche in Kautenbach in die Wiltz mündet.
- Ruisseau de Wachenaule (rechter Quellbach)
- Ruisseau de Bouviere (linker Quellbach)
- Ruisseau du Pont de Pierres (links)
- Ruisseau de Bizory (links)
- Ruisseau de Mageret (links)
- Ruisseau d'Arloncourt (links)
- Ruisseau de Marvie (Ruisseau de Harzy) (rechts)
- Ruisseau du Pre Ceti (Rau de Stoque)  (rechts), 1,6 km
- Bretemich (rechts), 0,9 km
- Wemperbaach (links), 6,8 km
- Sporbech (rechts), 2,3 km
- Sunsbeech (links), 2,4 km
- Fischbaach (rechts), 1,6 km
- Bérelsbaach (rechts), 0,6 km
- Eecht (links), 1,6 km
- Honselerbaach (links)
- Gerelsbaach (rechts), 0,5 km
- Hermeschterbaach (rechts), 1,7 km
- Schneibech (rechts)
- Himmelbaach (links), 5,3 km (mit Nirterbaach 9,4 km), 16,77 km²
- Askbaach (rechts), 0,8 km
- Beischterbaach (links)
- Miederbaach (links)
- Wannschëlterbaach (links)
- Klerf (links), 28,2 km (mit Woltz 49,3 km), 105,07 km²
- Laangbaach (links)
- Nacherbaach (rechts)
- Héschelterbaach (links)
- Burebaach (rechts)
- Géischelterbaach (links)
- Tälerbaach (links)